# Ломбардійська мова
Ломбардійська, ломбардська, або інсубрійська мова (ломб. lengua lumbarda, lumbaard, lumbaart) — одна з галло-італійських мов, також відомих як цизальпійські мови, поширена в Північній Італії.
Традиційно відноситься до так званих «італійських діалектів». Нею говорять італійці областей Ломбардія і Тренто в Італії та італо-швейцарці в Південній Швейцарії (кантони Тічино і Граубюнден).
Два основних діалекти — західно-ломбардський і східно-ломбардський — різняться досить сильно і не є до кінця взаємозрозумілими, тому їх іноді розглядають як окремі мови.

## Історія розвитку та сучасний стан

Поширення ломбардської мови в Європі

Ломбардська мова, хоча і розвинулася, як і всі інші романські, з народної латини на території, де колись мешкали кельтські племена інсубрів, істотно відрізняється від літературної італійської — офіційної на території сучасної Італії.
Ломбардській ближчі провансальська і французька мови, тому що в ній, на відміну від тосканського і всіх діалектів на південь від лінії Спеція-Ріміні, є потужні субстратні кельтські і суперстратні германські впливи, пов'язані з розселенням у регіоні значної кількості германських племен — лангобардів.
Досягши певної популярності і найвищого розвитку за часів Середньовіччя — в епоху могутності і економічної потужності Міланського герцогства, вона втрачає свої позиції після об'єднання Італії наприкінці XIX і особливо у другій половині XX століття, з поширенням засобів масової інформації та офіційним насадженням італійської літературної мови, заснованої на тосканському наріччі.
Тим не менш, в силу економічної могутності індустріально розвиненої півночі в порівнянні з відсталим аграрним півднем і напіваграрним центром країни, західний діалект продовжує впливати на стандартну італійську у міру поширення її на північ країни.
Не останню роль у збереженні примарного престижу зіграли і расові відмінності між населенням півночі і півдня Італії.
Північна Ліга, яка представляла регіон в уряді, жадала незалежності краю і, відповідно, зміцнення позицій західноломбардської мови аж до надання їй офіційного статусу в регіоні як механізму дистанціювання германізованої північноіталійської ідентичності регіону від середземноморської «латинської» культури, схильної, на їхню думку, до бідності та технологічної відсталості. Останнім часом, що, зокрема, видно зі стрімкого зростання Ломбардської Вікіпедії, спостерігається спалах інтересу до західноломбардської мови, діалекти якої непогано збереглися в італійській Швейцарії, в районі Лугано і використовуються ширше, в тому числі і в повсякденному спілкуванні, ніж на території республіки Італія.

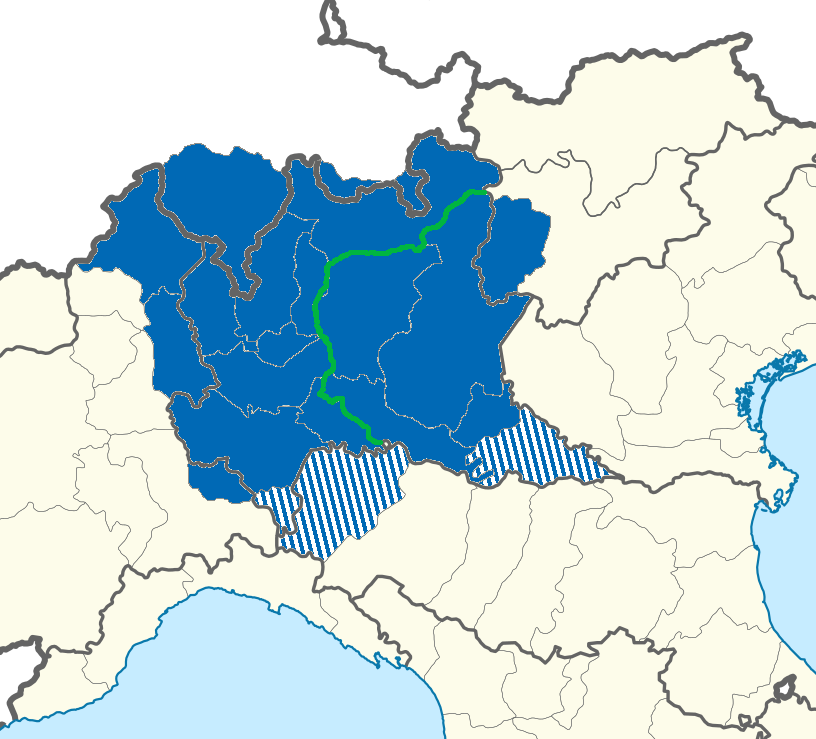